# San phra phum

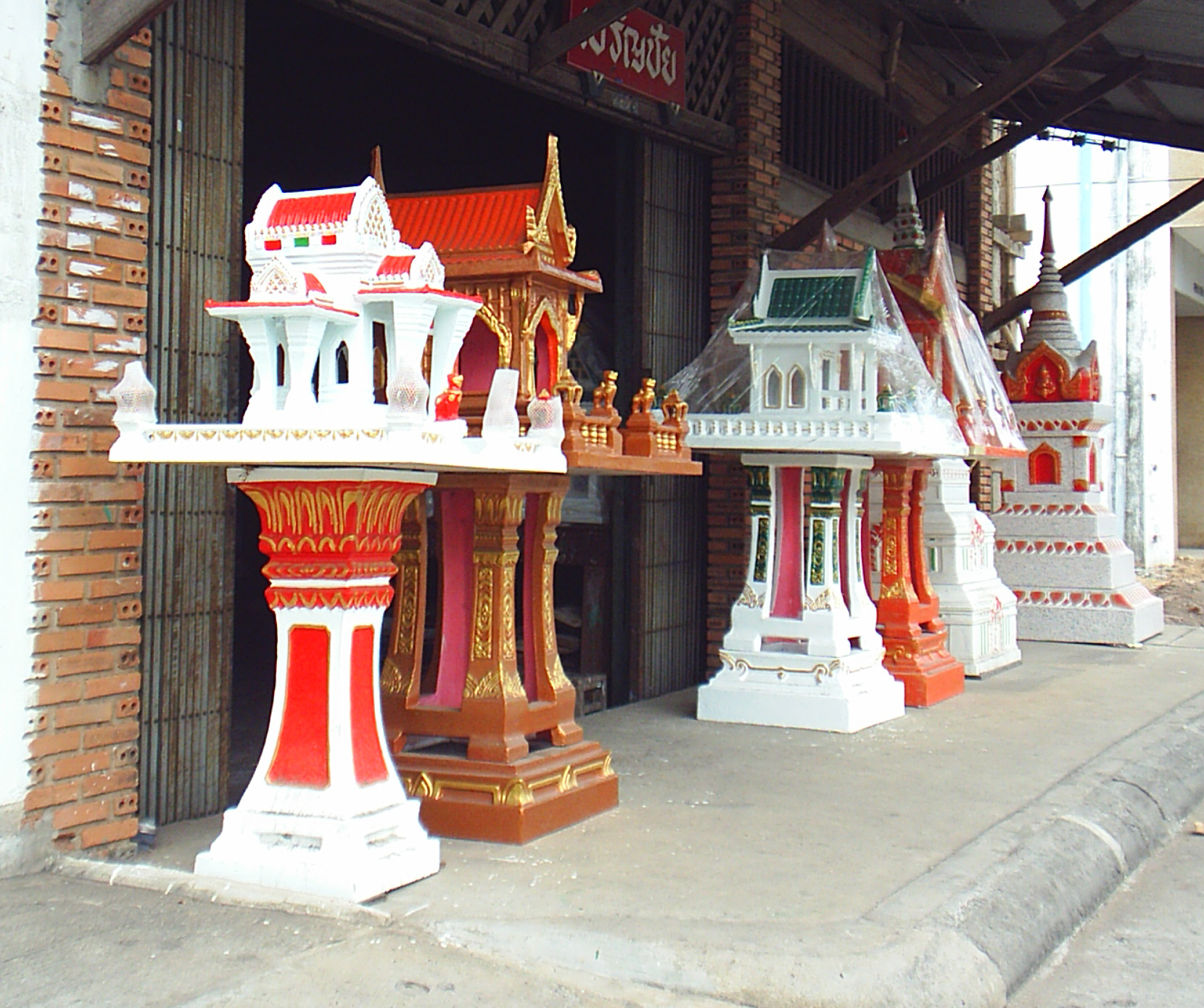
Casa dos espíritos destinado ao Chao Thi ou Phra Phum, para venda em Ubon Ratchathani, Tailândia.

A casa dos espíritos ou san phra phum (em tailandês:  ศาลพระภูมิ) é um santuário destinado a abrigar o Genius loci, espírito protetor local acreditado em países do Sudeste Asiático, como na Birmânia, Laos, Tailândia e Camboja. Por tradição, a maioria das casa dessas regiões possuem uma casa dos espíritos, situadas num local auspicioso, na maior parte das vezes, num canto de um compartimento da casa ou ao ar livre. O local é escolhido após a aprovação de um sacerdote brâmane. A casa dos espíritos apresenta uma estrutura de pequenas dimensões, sob a forma de uma casa ou templo em miniatura, que é suportado por uma coluna ou estrado.
A casa destina-se a conceder abrigo aos espíritos que, segundo as suas crenças, podem trazer problemas caso os proprietários de determinada residência não a possuírem. Os pequenos santuários incluem figuras animalescas e humanas como representações espirituais que promovem o culto budista. Oferendas votivas são deixadas na casa dos espíritos servindo como rituais da própria religião. Instalações mais aperfeiçoadas deste objetos possuem um altar para a finalidade anteriormente referida.
Além dos santuários ao ar livre, residências e empresas, estas estruturas são também incluídas dentro de residências, facto semelhante ao dos Lares Familiares dos antigos romanos.

## Gallery

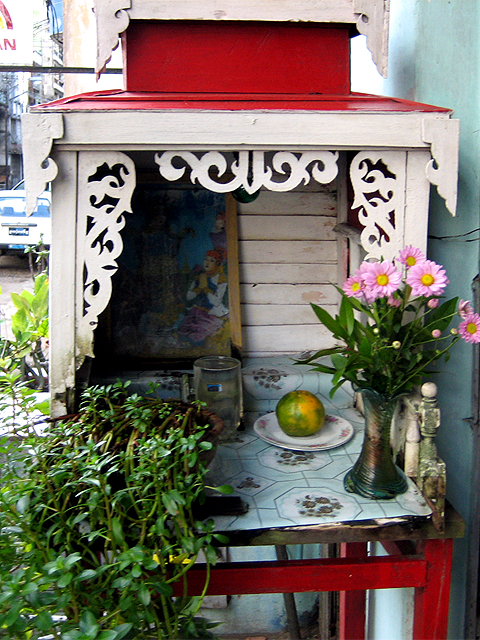
Um nat na cidade de Yangon, Birmânia.
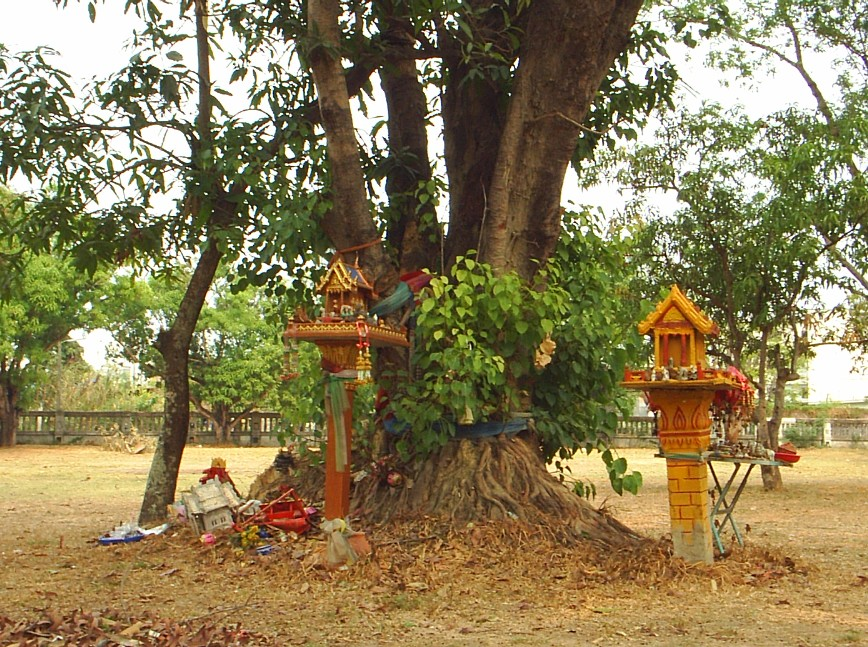
Velha casa dos espíritos são deixadas em árvores sagradas ou em Wats.
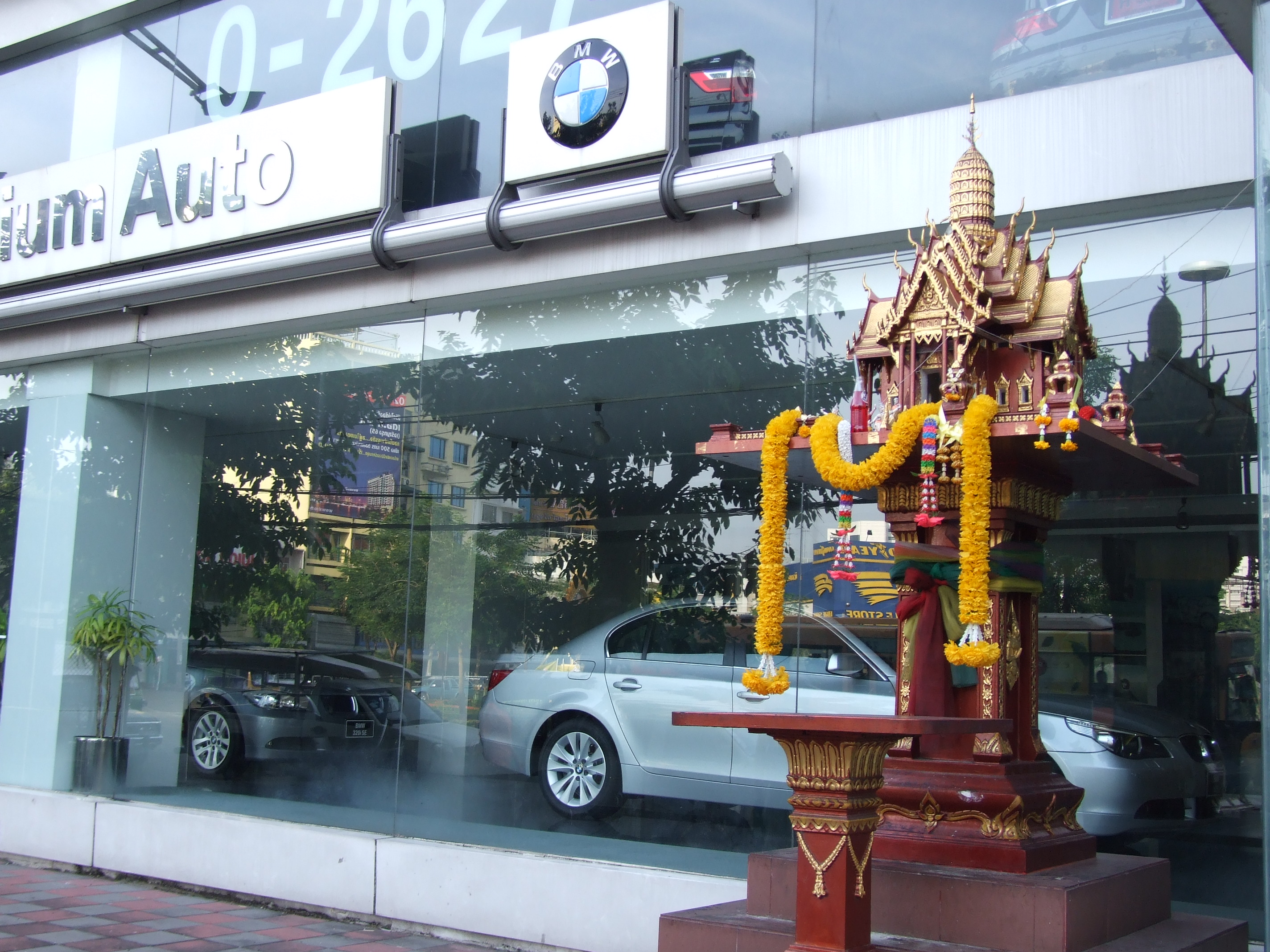
Casa dos espíritos em Bangkok.
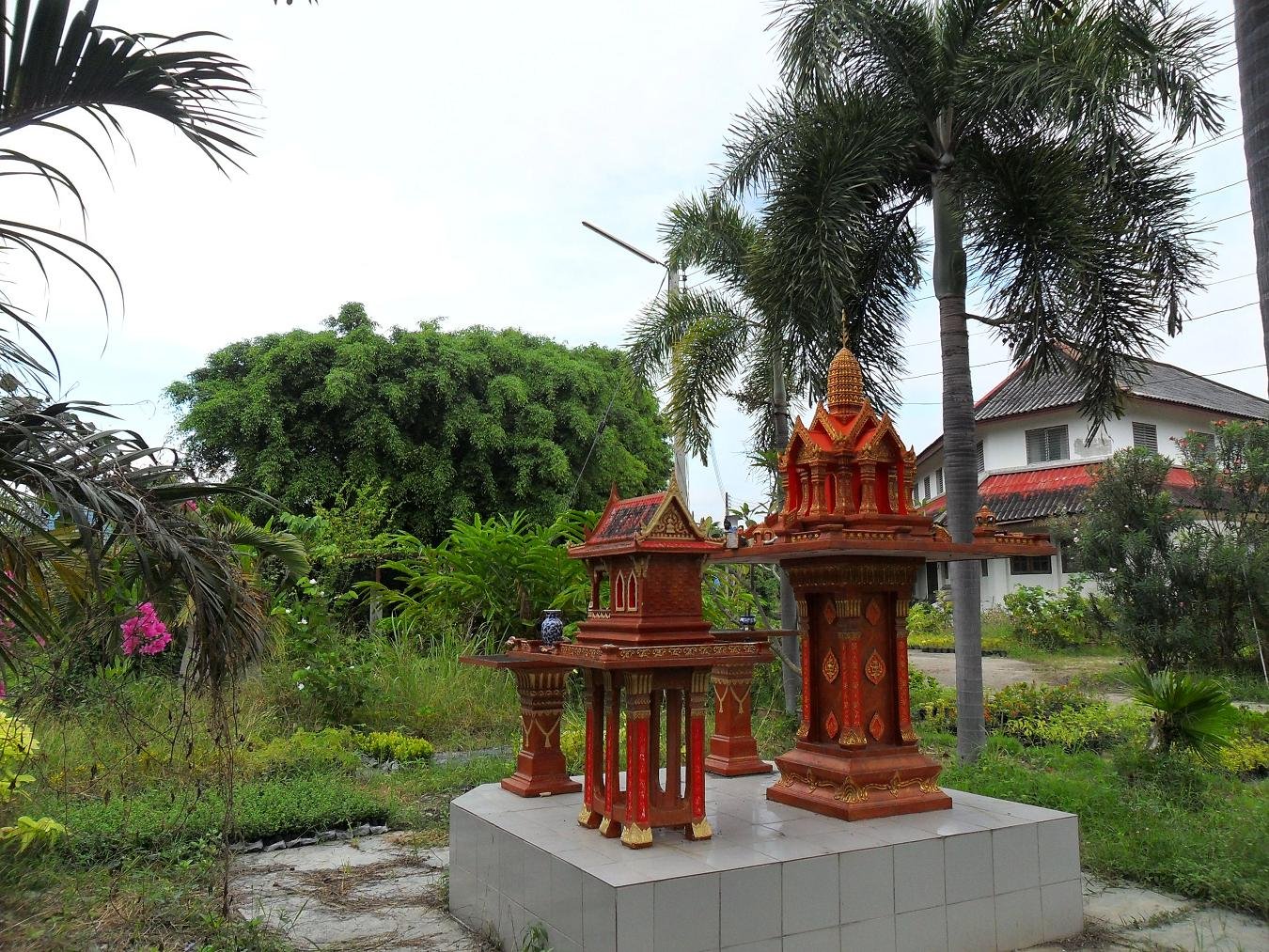
Casa dos espíritos numa casa privada, em Phetchaburi, Tailândia.
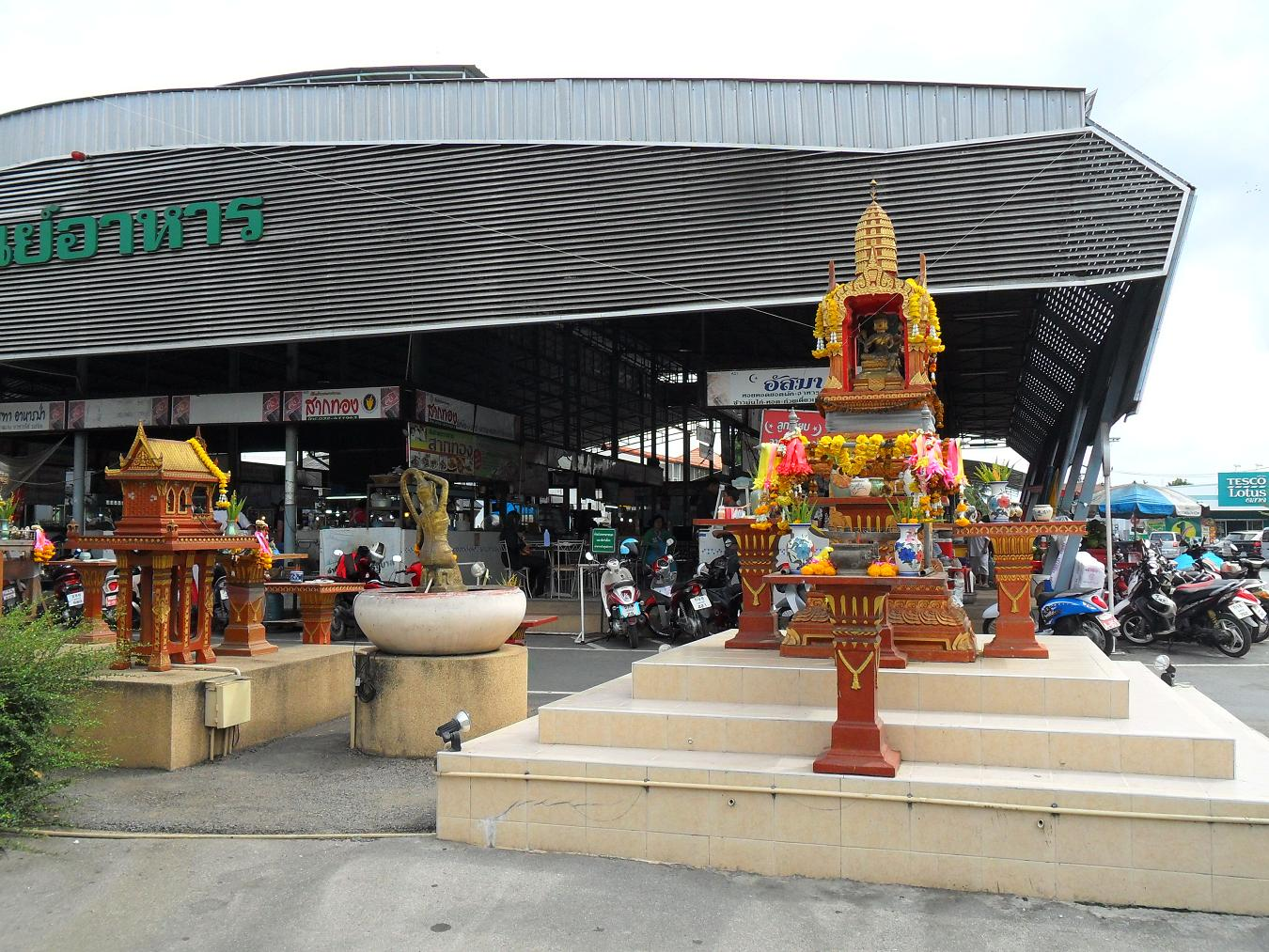
Casa dos espíritos para proteção da empresa, Tailândia.
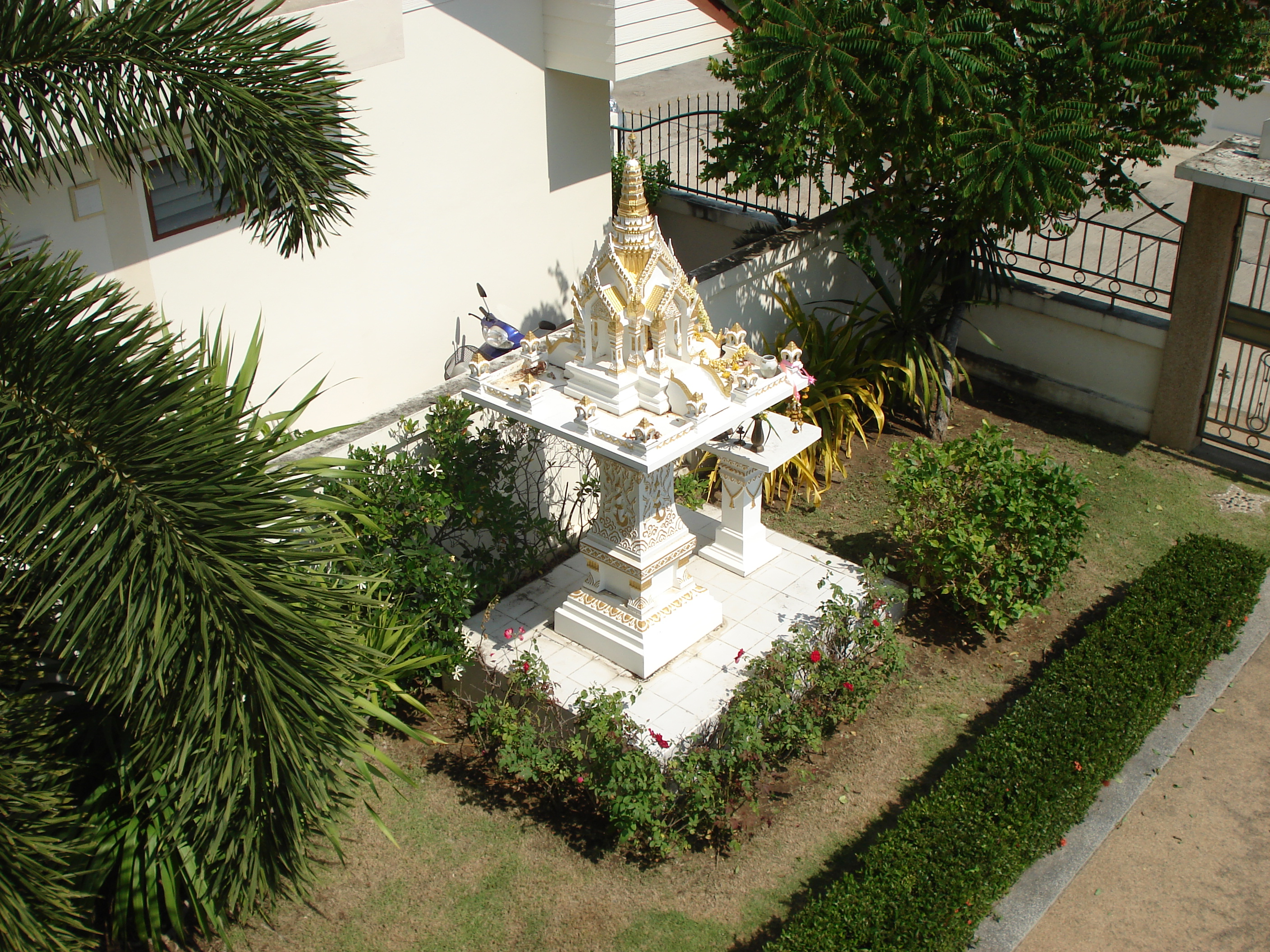
Casa dos espíritos em Hua Hin.